# Льюїс (Колорадо)
Льюїс (англ. Lewis) — переписна місцевість (CDP) в США, в окрузі Монтесума штату Колорадо. Населення — 257 осіб (2020).

## Географія
Льюїс розташований за координатами 37°30′6″ пн. ш. 108°39′36″ зх. д. / 37.50167° пн. ш. 108.66000° зх. д. (37.501715, -108.660058).  За даними Бюро перепису населення США в 2010 році переписна місцевість мала площу 8,06 км², уся площа — суходіл.

## Демографія
Згідно з переписом 2010 року, у переписній місцевості мешкали 302 особи в 124 домогосподарствах у складі 91 родини. Густота населення становила 37 осіб/км².  Було 133 помешкання (17/км²).
Расовий склад населення:
| - 94,4 % — білих - 1,3 % — корінних американців - 1,7 % — осіб інших рас |

До двох чи більше рас належало 2,6 %. Частка іспаномовних становила 6,0 % від усіх жителів.
За віковим діапазоном населення розподілялося таким чином: 24,5 % — особи молодші 18 років, 61,3 % — особи у віці 18—64 років, 14,2 % — особи у віці 65 років та старші. Медіана віку мешканця становила 45,7 року. На 100 осіб жіночої статі у переписній місцевості припадало 97,4 чоловіків;  на 100 жінок у віці від 18 років та старших — 90,0 чоловіків також старших 18 років.
Середній дохід на одне домашнє господарство  становив 67 233 долари США (медіана — 44 063), а середній дохід на одну сім'ю — 42 357 доларів (медіана — 43 177). За межею бідності перебувало 8,7 % осіб, у тому числі 0,0 % дітей у віці до 18 років та 9,8 % осіб у віці 65 років та старших.
Цивільне працевлаштоване населення становило 98 осіб. Основні галузі зайнятості: будівництво — 29,6 %, науковці, спеціалісти, менеджери — 22,4 %, роздрібна торгівля — 13,3 %, освіта, охорона здоров'я та соціальна допомога — 11,2 %.